# 갠지스강에서 버터플라이
《갠지스강에서 버터플라이》(일본어: ガンジス河でバタフライ)는 타카노 테루코의 에세이를 원작으로, 나고야 TV에서 제작, TV 아사히에서 2007년 10월 5일부터 6일까지 2일간 방송된 나가사와 마사미 주연의 단편 드라마이다. 평병한 여대생의 타카노 테루코가 취업 면접에서 〈갠지스강에서 버터플라이했습니다〉라고 말해버린 것을 시작으로, 인도 여행을 떠나게 되어 다양한 체험을 한다는 내용이다.

## 개요
나고야 TV 개국 45주년 기념 드라마로, 2007년 10월 5일과 6일 2일 밤 연속으로, TV 아사히에서 나가사와 마사미 주연으로 방송되었다. 각본은 구도 간쿠로.
드라마의 방송을 앞두고 구도 간쿠로와 원작자의 타카노 테루코가 인도를 방문해, 〈갠지스강에서 버터플라이가 될 때까지 ~구도 칸쿠로 사상 최악의 인도 지나한 여행~〉이 방송되었다.
드라마의 클라이맥스는 주연의 나가사와 마사미가 직접 갠지스강에서 버터 플라이 수영 장면이 방송되었다. 나가사와는 부모가 인도 행을 걱정해, 인도 로케 전에 열린 기자 회견에서 “아버지를 설득하기 위해서, 다툼이 있었습니다 (웃음)”라고 말했다. 또한 나가사와의 수영지도에는 전 일본 대표 선수의 스포츠 담당 기자 이모토 나오코도 참여했다.
또한, 원작의 타카노 테루코는 현역 도에이 직원이며, 단순히 원작자로서뿐만 아니라 스스로도 도에이 대표 프로듀서로 제작에 참여했다.

## 등장 인물
- 타카노 테루코 : 나가사와 마사미
- 싱고 : 츠카모토 타카시
- 테츠코 : 나카타니 미키 (특별 출연)
- 타카노 쇼고 : 이시바시 렌지
- 타카노 노리코 : 타케시 타케이코
- 타카노 아키노리 : 아라카와 요시요시
- 마루야마 : 미나가와 사루토키
- 찡 : 타치바나 아야노
- 사카이 : 미야자와 사에코
- 카지 : 마에카와 타카노리
- 타마미 : 키노시타 토모에
- 면접관 : 토야마 토시야
- 이노키 닮은 청년 : 이토 코우타이
- 테루코 상사 : 카와라다 야스케
- 사회자 : 카지와라 시게루
- 루이스 (초능력자) : 아담슨
- 해설자 : 아베 로쿠로, 타카야나기 요코, 오오츠카 히로시
- 사회 지원 : 타카미 구리
- 루이스의 통역 : 고바야시 에이코

## 제작진
- 감독 : 리 토시오
- 원작 : 타카노 테루코 〈갠지스강에서 버터 플라이〉 (겐토샤 문고)
- 각본 : 구도 간쿠로
- 제작자 : 이시카와 오사무, 스즈키 다케유키
- 이그제큐티브 프로듀서 : 츠기마츠 카즈야, 오모리 토시카츠(나고야 TV), 카토 미츠구(도에이)
- 프로듀서 : 오오타 마사토(나고야 TV), 타카노 테루코(토에이), 이노우에 노리무네(KMA 인터페이스)
- 음악 : coba
- 주제가 : 야이다 히토미 〈ハネユメ 하네유메[*]〉
- 수영 지도 : 이모토 나오코
- 제작 : 나고야 TV, 도에이
- 제작 협력 : KMA 인터페이스